# Rangs et classements au go
La compétence au go est mesurée par différents systèmes  de rangs et classements,  nationaux, régionaux et en ligne. Traditionnellement, les niveaux au go ont été  mesurés en utilisant l'ancienne classification japonaise des dans et des kyūs.  Particulièrement pour les amateurs, ces grades facilitent le système des handicaps, une différence d'un grade correspondant approximativement  à un coup gratuit (une pierre de handicap) au début de la partie. L'arrivée de méthodes informatiques, et plus récemment de la possibilité de prendre en compte les parties jouées en ligne, a permis d'introduire des systèmes plus rigoureux, s'inspirant du classement Elo pour les échecs.

## Principes de classement
La nécessité d'un classement précis des joueurs n'apparut qu'après l'introduction du système des maisons au Japon, au début du XVIIe siècle. À partir de ce moment, des postes importants, comme celui de go-dokoro, sont attribués aux meilleurs joueurs, lesquels sont déterminés par des tournois officiels et le jugement de leurs pairs. Outre les niveaux (les dans), d'autres titres sont de plus attribués exceptionnellement : le Meijin (« homme brillant ») doit être le meilleur joueur de sa génération (ce qui fait que ce titre ne fut pas attribué à Genjō et Chitoku, qui étaient de même force), et le titre de Kisei (« saint du go ») n'a été donné qu'à trois joueurs (Hon'inbō Dōsaku, Hon'inbō Jōwa et Hon'inbō Shūsaku). Une conséquence de ce système est qu'une fois un grade atteint, on ne peut le reperdre ; une autre est que le système ne mesure pas seulement la force des joueurs, mais aussi des qualités plus intangibles, comme l'esthétique de leurs coups.
Après l'effondrement du système des maisons en 1868, le classement des professionnels (réunis en organisations telles que la Nihon Ki-in, et dont dépendait entre autres leur salaire) s'appuya désormais sur un tournoi de qualification permanent (l'Oteai (en) dans le cas de la Nihon Ki-in), mais ce système continua à ne permettre que des promotions ; de plus, certains jeunes joueurs en rapide progression se voyaient ainsi sous-classés, le nombre de parties qu'ils devaient gagner pour être nommé au grade suivant étant trop important pour refléter leur niveau ; ainsi, un joueur extrêmement précoce comme Cho Chihun ne pouvait cependant espérer devenir 9e dan avant au moins 13 ans de jeu en tant que professionnel. Depuis les années 1990, les promotions sont également attribuées en fonction de résultats exceptionnels dans les tournois nationaux et internationaux, ce qui a permis à certains joueurs brillants comme Lee Sedol de devenir 9e dan dès l'âge de 21 ans.
Le classement des joueurs amateurs, bien qu'ayant également une connotation de prestige, tout particulièrement pour les niveaux experts des joueurs en dan, a cependant plutôt pour objectif de permettre à tous de jouer des parties intéressantes grâce au système des handicaps, lequel permet dans le cas du go d'équilibrer les chances sans dénaturer le jeu.

## Kyus et dans
Traditionnellement, les niveaux au go ont été  mesurés en utilisant la classification japonaise des dans et des kyūs. Les niveaux en kyu sont vus comme des niveaux d'apprentissage, tandis que les niveaux en dan sont considérés comme des niveaux experts (équivalents aux ceintures noires du judo ou du karaté). Les débutants venant juste d'apprendre les règles du jeu sont généralement classés autour de 30e kyu. En progressant, leur classement diminue, le meilleur  niveau en kyu atteignable étant donc celui de premier kyu. Au delà, les joueurs reçoivent le grade de premier dan,  puis leur niveau peut s'élever, pour les joueurs amateurs, jusqu'à 6 ou 7e dan  ;  la plupart des joueurs dépassant ce niveau  deviennent professionnels et sont classés sur une échelle nominalement identique, mais décalée (cf. infra).
La table ci-dessous va des rangs les plus faibles aux plus élevés :
| Type de rang                                     | Étendue                                   | Niveau                         |
| ------------------------------------------------ | ----------------------------------------- | ------------------------------ |
| kyu à deux chiffres (級,级,급) (geup en coréen)  | 30–20k                                    | Débutant                       |
| kyu à deux chiffres (abréviation anglaise : DDK) | 19–10k                                    | Joueur occasionnel             |
| kyu à un chiffre (abréviation anglaise : SDK)    | 9–1k                                      | Amateur (niveau intermédiaire) |
| dan amateur (段,단)                              | 1–7d (8d est plutôt un titre honorifique) | Amateur fort                   |
| dan professionnel (段,단)                        | 1–9p                                      | Joueur professionnel           |

Bien que presque toutes les organisations utilisent ce système, il n'en existe pas de version internationale uniforme, sauf pour les joueurs professionnels. La façon de décerner ces titres et le niveau correspondant varie de pays à pays et de serveur à serveur, les écarts pouvant être considérables (par exemple entre la Corée et le Japon).

### Origines
Les premiers classements furent attribués en Chine au IIe siècle, lorsque  Handan Chun (chinois traditionnel : 邯郸淳) décrivit le système connu sous le nom de 9 Pin Zhi (en) (九品制) dans son Classique des Arts (en) (艺经) ; ce système s'inspirait du système des neuf-rangs.
À partir du début du XVIIe siècle, les Japonais formalisèrent l'enseignement et les classements des joueurs de go (professionnels), en s'inspirant du système chinois, qui fut par la suite étendu aux arts martiaux ; ce système implique que le rang le plus élevé est 9e dan (professionnel) et il est fréquemment arrivé qu'il ne soit pas décerné durant de longues périodes.
Au XIXe siècle, le système fut étendu aux joueurs amateurs, les professionnels décernant des diplômes à certains joueurs ayant passé un examen, consistant généralement à devoir gagner contre un professionnel à un handicap fixé ; ce système ne permettait de classer qu'un petit nombre d'amateurs très forts.

### Nominations et promotions
Les grades amateurs sont liés au système de handicap : un joueur 5e kyu aura en général besoin d'un  handicap de 3 pierres en jouant contre un 2e kyu pour que les deux joueurs aient des chances égales de gain ; de même, un 2e kyu aura besoin d'un handicap de 4 pierres contre un 3e dan (il n'y a pas de niveau 0) ; réciproquement, on peut définir les niveaux en utilisant ce système, bien qu'on utilise aussi fréquemment (à partir du niveau 5e kyu environ) une définition par probabilité de gain à égalité : un joueur est 4e kyu s'il gagne en moyenne 2 parties sur 3 contre des joueurs 5e kyu (des calculs plus précis sont possibles avec le système Elo exposé ci-dessous).
Si la majorité des organisations laissent les joueurs choisir librement leur niveau en kyu (dans un certain intervalle), même pour des tournois officiels, les niveaux en dan, correspondant à des joueurs amateurs experts, sont le plus souvent strictement régulés : ils ne sont décernés qu'au vu de bons résultats en tournoi, ou parfois en passant un examen. Ces niveaux ont un prestige certain, analogue à celui des ceintures noires des arts martiaux. 
Les niveaux amateurs ne dépassent en principe pas le 7e dan, bien que des niveaux honoraires de 8e dan soient parfois décernés au Japon, en Corée ou en Chine. Les systèmes modernes de classement, en particulier sur les serveurs de go, permettent d'atteindre le niveau de 9e dan, à la fois parce que certains amateurs très forts n'ont pas désiré devenir professionnels (ce fut au Japon, dans la première moitié du XXe siècle, le cas de Hajime Yasunaga (en)), et parce que les serveurs ne font pas toujours la distinction entre amateurs et professionnels, un certain anonymat y étant possible. À partir des années 2010, le nombre de professionnels jouant sur certains de ces serveurs (tels que FoxGo ou Tygem) est tel que le niveau 9e dan y est significatif des meilleurs niveaux humains ; l'arrivée d'AlphaGo et d'autres programmes utilisant les mêmes principes et égalant, voire dépassant, les meilleurs professionnels ont amené en mars 2017 à attribuer à un programme chinois, JueYi, le niveau de 10e dan sur le serveur FoxGo. En 2019, les meilleurs programmes (Fine Art (en), Golaxy, etc.) rendaient de manière consistante deux pierres de handicap aux meilleurs professionnels, ce qui correspondrait à un niveau de 11e dan (amateur) et de 15e dan professionnel.

### Niveaux professionnels
Le statut de joueur de go professionnel n'est accordé qu'à des conditions très strictes par les associations professionnelles du Japon, de la Chine, de la Corée, de Taïwan, et plus récemment des États-Unis et de l'Union européenne. 
Les grades professionnels utilisent le même système de dan que les amateurs (et les apprentis professionnels, les inseis, sont classés en kyu), mais l'échelle est décalée et comprimée : le niveau de premier dan professionnel correspond à peu près à celui de 7e dan amateur, tandis que le niveau de neuvième dan professionnel correspondrait à 9e dan amateur si celui-ci était décerné : l'écart entre deux niveaux professionnels est donc d'environ 1/4 à 1/3 de pierres, et correspond à une probabilité de victoire de l'ordre de 55%. Plus encore que pour les dans amateurs, ces grades sont plutôt des titres ou des diplômes (héritage du système nobiliaire des maisons de go), et ne peuvent jamais être perdus, même si, en raison par exemple du vieillissement, le niveau du joueur venait à baisser.

## Systèmes d'évaluation
Les ordinateurs ont rendu facile la construction de systèmes de mesure de la force des joueurs, les plus connus étant les systèmes Elo et Glicko. Ce genre de système utilise une analyse bayésienne de la probabilité  de victoire d'un joueur sur un autre, et détermine son niveau en fonction des résultats réels du joueur.

### Systèmes Elo pour le go
| Niveau EGF | Classement                 |
| ---------- | -------------------------- |
| 2940       | 9 dan pro                  |
| 2820       | 8 dan amateur ou 5 dan pro |
| 2700       | 7 dan amateur ou 1 dan pro |
| 2600       | 6 dan amateur              |
| 2500       | 5 dan                      |
| 2400       | 4 dan                      |
| 2300       | 3 dan                      |
| 2200       | 2 dan                      |
| 2100       | 1 dan                      |
| 2000       | 1 kyu                      |
| 1900       | 2 kyu                      |
| 1800       | 3 kyu                      |
| 1500       | 6 kyu                      |
| 1000       | 11 kyu                     |
| 500        | 16 kyu                     |
| 100        | 20 kyu                     |

Bien que s'inspirant pour l'essentiel de la méthode de Elo, les systèmes d'évaluation au go tentent d'établir une correspondance approximative entre les niveaux Elo et les classements en  kyu et dan. À titre d'exemple, le système de la fédération européenne (EGF)  ajuste les paramètres du système Elo pour se rapprocher de la table donnée à droite. Ainsi, la probabilité SE(A) que A, le joueur du niveau le plus faible, gagne contre le joueur B est donnée par {\displaystyle S_{E}(A)={\frac {1}{e^{D/a}+1}}}, où
- D est la différence de niveau Elo {\displaystyle R_{B}-R_{A}\,}
- a est ajusté en fonction du niveau de A (avant la partie) ;

la probabilité que B gagne étant évidemment {\displaystyle S_{E}(B)=1-S_{E}(A)\,}.
Le nouveau score Elo du joueur A (par exemple) est alors calculé en utilisant la formule {\displaystyle R_{n}=R_{o}+K(S-S_{E}(A))\,}, où
- Rn = nouveau score,
- Ro = ancien score,
- S  est le résultat de la partie (1, 1/2 ou 0, mais pour le go, la valeur 1/2 n'est essentiellement jamais utilisée),
- SE(A) est le résultat probable (au sens de la formule précédente),
- K dépend du niveau des joueurs.

Plus la confiance dans la stabilité du niveau des joueurs est faible, plus K est grand. Ainsi, K vaut 116 au niveau 100 et 10 au niveau 2700.
Avec cette formule, les points obtenus par le gagnant sont ceux perdus par l'autre, le maximum étant la constante K.  Un mécanisme d'ajustement après chaque partie est cependant prévu pour tenir compte de ce que les joueurs entrant dans le système apportent moins de points qu'ils n'en remportent en partant en fin de carrière, et aussi parce que le niveau moyen des joueurs est supposé s'élever avec le temps.
D'autres systèmes basés sur la méthode de Elo, tels que ceux utilisés par l'American Go Association, ou par IGS (en), utilisent la méthode du maximum de vraisemblance pour ajuster les scores ; ces systèmes  sont stabilisés par le choix d'une distribution a priori, plutôt qu'en essayant d'assurer que les pertes et les gains de points Elo se compensent.

### Choix d'un système
Le niveau des joueurs est généralement mesuré à l'aide des résultats de tournois, et parfois d'autres rencontres officielles ;  la plupart des clubs, des pays et des serveurs maintiennent leurs propres listes, connues sous le nom d'échelles de niveau. Des tentatives d'harmonisation ont amené, par exemple, la plupart des tournois de go européens à demander aux participants de s'inscrire en respectant leur niveau sur la liste maintenue par la fédération européenne.
Cependant, de nombreux groupes de joueurs continuent à ne se rencontrer que très rarement, et les forces réelles de joueurs ayant le même classement peuvent diverger considérablement, ce qui amène ces joueurs à préciser, par exemple : « je suis deuxième dan japonais » ou « je suis quatrième dan sur KGS ».

### Probabilités de victoire

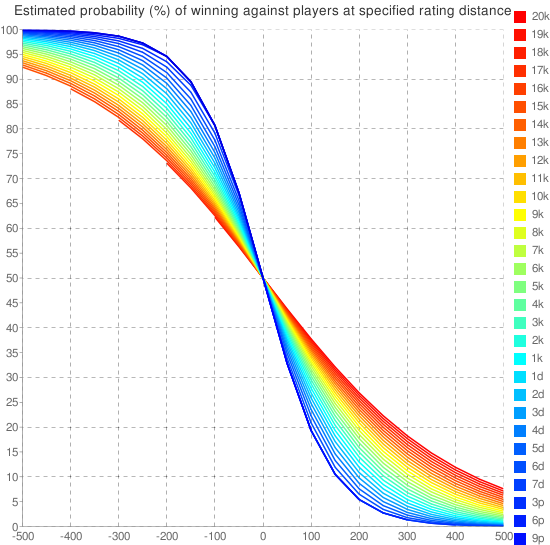
Graphe montrant la variation des probabilités de gain en fonction des niveaux et des écarts de niveaux sur l'échelle de l'EGF.

Les  niveaux Elo sont conçus pour donner la probabilité de victoire (dans une partie à égalité) entre deux joueurs classés.   Cette probabilité est censée ne dépendre que de l'écart entre les niveaux, mais en fait la distribution de probabilité sur un grand nombre de parties varie beaucoup d'un système à un autre et aussi en fonction du niveau des joueurs : entre professionnels, on s'attend à ce que les résultats soient beaucoup plus stables qu'entre joueurs amateurs faibles. La table suivante montre quelques différences entre le système de l'American Go Association, celui de la fédération européenne,  et celui du serveur IGS.  
| Organisation | Classement | Classement | Classement | Classement | Pourcentage de gain du joueur le plus fort | Pourcentage de gain du joueur le plus fort | Pourcentage de gain du joueur le plus fort |
| ------------ | ---------- | ---------- | ---------- | ---------- | ------------------------------------------ | ------------------------------------------ | ------------------------------------------ |
|              | 2 kyu      | 1 kyu      | 1 dan      | 2 dan      | 1k vs. 2k                                  | 1d vs. 2k                                  | 2d vs. 2k                                  |
| AGA          | −250       | −150       | 150        | 250        | 83.2%                                      | 97.3%                                      | 99.8%                                      |
| EGF          | 1900       | 2000       | 2100       | 2200       | 71.3%                                      | 86.0%                                      | 93.9%                                      |
| IGS          | 30         | 31         | 32         | 33         | 58.0%                                      | 64.0%                                      | 68.0%                                      |

Outre les importants écarts entre les trois systèmes, qui reflètent en partie le fait que, traditionnellement, des joueurs de force différente jouaient le plus souvent à handicap (et donc que les données d'étalonnage étaient insuffisantes), on peut également remarquer que le système de l'AGA implique une beaucoup plus grande supériorité d'un niveau au suivant que ne le voulait l'estimation traditionnelle de deux chances sur trois de victoire à égalité dans ce cas.

### Parties à handicap
Pour des parties jouées à égalité entre joueurs de rang à peu près égal, le système donne des résultats fiables et ne dépendant qu'assez peu de la distribution exacte utilisée. Cependant, surtout sur les serveurs, un grand nombre de parties à handicap sont jouées entre joueurs de force inégale ; des mécanismes permettent de les comptabiliser, en général en considérant que le handicap élève le niveau du joueur le plus faible, et en faisant les calculs avec ce niveau corrigé (quitte à donner à ces parties une importance moindre qu'à des parties à égalité). Néanmoins, ce mécanisme a l'inconvénient de calibrer les rangs par le nombre de pierres de handicap qui les séparent, plutôt que par des pourcentages de victoires, inconvénient aggravé par le fait que les écarts entre niveaux de handicap ne sont pas constants. De plus, l'expérience montre que les joueurs forts, dans les parties à égalité, sont davantage capable d'acquérir et de maintenir un petit avantage, ce qui suffit au go pour gagner, et ce qui leur permet un pourcentage élevé de victoires  face à des joueurs à peine plus faibles qu'eux ; le jeu à handicap rend ce type de victoire beaucoup plus difficile.